# 11 februari
11 februari är den 42:a dagen på året i den gregorianska kalendern. Det återstår 323 dagar av året (324 under skottår).

## Återkommande bemärkelsedagar

### Nationaldagar
- Irans nationaldag
- Japans nationaldag (till minne av den förste kejsarens kröning 660 f.Kr.)

### Flaggdagar
- Danmark: Militär flaggdag till minne av det svenska anfallet mot Köpenhamn 1659

## Namnsdagar

### I den svenska almanackan
- Nuvarande – Yngve och Inge
- Föregående i bokstavsordning
  - Eufrosyne – Namnet fanns, till minne av jungfrun Eufrosyne av Alexandria i Alexandria på 400-talet, som ska ha klätt sig som man och i 38 år ha levt som munk under namnet Smaragdus, på dagens datum fram till 1901, då det utgick.
  - Inge – Namnet infördes 1901 på 17 december. Där fanns det fram till 2001 då det flyttades till dagens datum.
  - Ingolf – Namnet infördes 1986 på 9 oktober. 1993 flyttades det till dagens datum, men utgick 2001.
  - Yngve – Namnet infördes på dagens datum 1901 och har funnits där sedan dess.
  - Yvette – Namnet infördes på dagens datum 1986, men utgick 1993.
  - Yvonne – Namnet infördes på dagens datum 1986, men flyttades 1993 till 24 maj och 2001 till 29 maj.
- Föregående i kronologisk ordning
  - Före 1901 – Eufrosyne
  - 1901–1985 – Yngve
  - 1986–1992 – Yngve, Yvonne och Yvette
  - 1993–2000 – Yngve och Ingolf
  - Från 2001 – Yngve och Inge
- Källor
  - Brylla, Eva (red.): Namnlängdsboken, Norstedts ordbok, Stockholm, 2000. ISBN 91-7227-204-X
  - af Klintberg, Bengt: Namnen i almanackan, Norstedts ordbok, Stockholm, 2001. ISBN 91-7227-292-9

### Finlandssvenska almanackan
- Nuvarande från 2015[1] – Isabella, Isabel, Isa
- I föregående revideringar[a][2]
  - 1929–1949 – Isa
  - 1950–2014 – Isabella, Isa

## Händelser
- 1500 – Med en styrka på 10 000 man inleder Kalmarunionens kung Hans ett fälttåg mot den tyska bonderepubliken Ditmarsken i syfte att kuva och inlemma den i hertigdömet Holstein. Till en början går fälttåget mycket lätt och utan motstånd, men en knapp vecka senare lider den dansk-holsteinska hären ett stort nederlag mot de ditmarskiska bönderna i slaget vid Hemmingstedt.
- 1607 – Skultuna Messingsbruks privilegiebrev med order om brukets uppförande signeras av Karl IX.
- 1659 – Under det pågående kriget mellan Sverige och Danmark har svenskarna under kung Karl X Gustavs befäl belägrat den danska huvudstaden Köpenhamn sedan 11 augusti året före. Natten till denna dag inleder svenskarna en stormning av staden, vilken dock misslyckas, då nästan hela Köpenhamns befolkning deltar i dess försvar. Med detta misslyckande tvingas svenskarna också ge upp krigsmålet att utplåna Danmark som självständig stat.
- 1700 – En polsk-sachsisk här går utan föregående krigsförklaring över den svenska gränsen i södra Livland och börjar belägra Riga. Därmed inleds det stora nordiska kriget som kommer att vara till 1721 och göra slut på den svenska stormaktstiden.
- 1858 – Den 14-åriga franska flickan Bernadette Soubirous får sin första uppenbarelse av jungfru Maria i Massabielle-grottan nära den sydfranska staden Lourdes. Då hon får ytterligare sjutton uppenbarelser i grottan under året blir den snart en katolsk pilgrimsort. Föreställningen att vattnet i den källa, som finns i grottan, har mirakulösa egenskaper sanktioneras inte av romersk-katolska kyrkan.
- 1928 – Olympiska vinterspelen 1928 invigs i St. Moritz av förbundspresident Edmund Schulthess och avslutas 19 februari.
- 1929 – Påven Pius XI och den italienske konseljpresidenten Benito Mussolini undertecknar Lateranfördraget, vilket innebär att Italien erkänner enklaven Vatikanstaten i Rom som självständig.[3] Med sina 0,44 kvadratkilometer blir den världens minsta suveräna stat och därmed lyder den romersk-katolska kyrkans överhuvud, påven, inte längre under Italien.
- 1941 – Den tyske generalöversten Erwin Rommel anländer till den libyska staden Tripoli för att ta över befälet över de tyska trupperna i Nordafrika. Han blir sedermera känd som ”Ökenräven” och leder under året de tyska trupperna mot britterna nästan hela vägen till Suezkanalen, innan britterna slår tillbaka dem.
- 1970 – Japan sänder upp sin första satellit i omloppsbana runt jorden och blir därmed det fjärde landet i världen (efter Sovjetunionen, USA och Frankrike) som skjuter upp en satellit.
- 1972 – Det geografiskt tvådelade emiratet Ras al-Khayma inträder i Förenade arabemiraten.[4] Detta sker året efter att de sex övriga emiraten i landet har gått samman och bildat den nya staten, efter självständigheten från Storbritannien.
- 1978 – Den kommunistiska regimen i Kina tillåter litteratur av den antike grekiske filosofen Aristoteles, den engelske 1500-talspjäsförfattaren William Shakespeare och den brittiske 1800-talsförfattaren Charles Dickens att spridas i landet.
- 1990 – Ledaren för de färgade sydafrikanernas parti African National Congress (ANC) Nelson Mandela blir frisläppt efter att ha suttit i fängelse sedan 1962 på ön Robben Island utanför Johannesburg. Frigivningen sker 9 dagar efter att president F.W. de Klerk har meddelat att det dittills förbjudna ANC ska legaliseras.
- 1997 – Rymdfärjan Discovery skjuts upp på uppdrag STS-82[5]
- 2000 – Rymdfärjan Endeavour skjuts upp på uppdrag STS-99[5]
- 2007 – Den svenska skidåkaren Anja Pärson vinner störtloppstävlingen under årets skid-VM i Åre i Jämtland. Detta blir hennes tredje guldmedalj på tre dagar, vilket gör att hon senare under året belönas med Svenska Dagbladets guldmedalj.
- 2011
  - Den egyptiske presidenten Hosni Mubarak, som har styrt landet sedan 1981, avgår efter omfattande protester mot honom och landets regim och landets högsta militärledning tar över styret till nästa presidentval. Den 13 april häktas Mubarak anklagad för korruption och brott mot mänskliga rättigheter.
  - Den amerikanska artisten Lady Gaga slår rekord på mediaspelaren Itunes genom att hamna på första platsen på den amerikanska listan på endast tre timmar (tidigare rekord var fem timmar).
- 2013 – Påven Benedictus XVI meddelar att han ämnar abdikera från ämbetet den 28 februari, på grund av sviktande kroppsliga krafter, till följd av hans ålder (85 år). Detta är första gången sedan 1415 som påven abdikerar, och första gången sedan 1294 som abdikationen sker på eget initiativ och inte av tvång.

## Födda
- 1380 – Gian Francesco Poggio Bracciolini, florentisk filosof
- 1466 – Elizabeth av York, Englands drottning från 1486 (gift med Henrik VII)
- 1535 – Gregorius XIV, född Niccolò Sfondrati, påve från 1590
- 1568 – Honoré d'Urfé, fransk författare
- 1748 – Edward Carrington, amerikansk politiker
- 1753
  - François-Paul de Brueys d’Aigalliers, fransk sjömilitär
  - Jonas Galusha, amerikansk politiker, guvernör i Vermont 1809–1813 och 1815–1820
- 1764 – Marie-Joseph Chénier, fransk författare
- 1774 – Hans Järta, svensk ämbetsman och skriftställare, landshövding i Kopparbergs län 1812–1822, ledamot av Svenska Akademien 1819–1847
- 1775 – William Hall, amerikansk demokratisk politiker, guvernör i Tennessee 1829
- 1792 – Giovanni Pacini, italiensk operatonsättare
- 1826 – Anders Bjurholm, svensk bryggeriidkare
- 1836 – Alexander Lagerman, svensk ingenjör och uppfinnare
- 1842 – Erik Gustaf Boström, svensk godsägare och politiker, Sveriges statsminister 1891–1900 och 1902–1905, finansminister 1894–1895
- 1847 – Thomas Edison, amerikansk uppfinnare
- 1874 – Elsa Beskow, svensk barnboksförfattare och illustratör
- 1875 – Ross S. Sterling, amerikansk demokratisk politiker och affärsman
- 1880 – Carl Henning, svensk överingenjör i Västerås
- 1881 – Carlo Carrà, italiensk målare och futurist
- 1884 – Amelie Posse, svensk författare och antinazist
- 1890 – James P. Cannon, amerikansk kommunist och trotskistisk ledare
- 1898 – Leó Szilárd, ungersk-amerikansk kärnfysiker och biolog
- 1900 – Hans-Georg Gadamer, tysk filosof
- 1909 – Max Baer, amerikansk pugilist, världsmästare i tungviktsboxning 1934–1935
- 1917 – Sidney Sheldon, amerikansk författare
- 1919
  - Éva Gábor, ungersk-amerikansk skådespelare
  - Rolf Bergh, svensk arkitekt
- 1920 – Farouk I, kung av Egypten 1936–1952
- 1921 – Lloyd Bentsen, amerikansk demokratisk politiker, senator för Texas 1971–1993, USA:s finansminister 1993–1994
- 1924 – Budge Patty, amerikansk tennisspelare
- 1925 – Leif "Smoke Rings" Anderson, svensk radioprogramledare
- 1926 – Leslie Nielsen, kanadensisk-amerikansk skådespelare
- 1929 – Gunvor Pontén, svensk skådespelare
- 1930 – Mary Quant, brittisk modeskapare
- 1932
  - Margit Carlqvist, svensk skådespelare
  - Ingemar Lagerström, svensk översättare
- 1934 – Manuel Noriega, panamansk general, Panamas diktator 1983–1989
- 1935 – Gene Vincent, amerikansk rockmusiker
- 1936
  - Per Clemensson, svensk författare
  - Sigvard Hammar, svensk journalist och programledare
  - Burt Reynolds, amerikansk skådespelare
- 1941 – Ulf Sterner, svensk ishockeyspelare
- 1951
  - Michael Leavitt, amerikansk republikansk politiker, guvernör i Utah 1993–2003, USA:s hälsominister 2005–2009
  - Björn Wikström, svensk dansare
- 1953 – Jeb Bush, amerikansk politiker, guvernör i Florida 1999–2007
- 1955 – Anneli Jäätteenmäki, finländsk politiker, Finlands första kvinnliga statsminister 17 april–18 juni 2003
- 1962
  - Tammy Baldwin, amerikansk demokratisk politiker, kongressledamot 1999–
  - Sheryl Crow, amerikansk rocksångare och skådespelare
  - Tina Leijonberg, svensk tv-programledare, skådespelare och sångare
- 1966
  - Richard Allan, brittisk parlamentsledamot för Liberaldemokraterna 1997–2005
  - Mauri Peltokangas, finländsk politiker
  - Reuben Sallmander, svensk skådespelare
  - Johan Söderqvist, svensk kompositör och musiker
- 1967 – Karl Dyall, svensk dansare, koreograf, sångare och skådespelare
- 1969 – Jennifer Aniston, amerikansk skådespelare
- 1973
  - Mathias Fredriksson, svensk längdskidåkare
  - Varg Vikernes, norsk musiker och brottsling
- 1977 – Mike Shinoda, amerikansk musiker, medlem i gruppen Linkin Park
- 1981 – Kelly Rowland, amerikansk sångare, medlem i gruppen Destiny's Child
- 1986 – Ellen Fjæstad, svensk skådespelare
- 1987 – Ebba Busch, svensk kristdemokratisk politiker, Kristdemokraternas partiledare 2015–, statsråd 2022–
- 1990
  - Q'orianka Kilcher, amerikansk skådespelare
  - Emilia Brodin, svensk fotbollsspelare, OS-silver 2016
- 1992 – Taylor Lautner, amerikansk skådespelare

## Avlidna
- 244 – Gordianus III, 19, romersk kejsare sedan 238
- 731 – Gregorius II, omkring 62, påve sedan 715
- 824 – Paschalis I, påve sedan 817
- 1503 – Elizabeth av York, 37, Englands drottning sedan 1486 (gift med Henrik VII)
- 1650 – René Descartes, 53, fransk filosof och matematiker
- 1656 – Elisabet Bille, 79, svensk adelsdam
- 1744 – Hedvig Taube, 29, svensk adelsdam, mätress till kung Fredrik I
- 1795 – Carl Michael Bellman, 55, svensk skald
- 1799 – Lazzaro Spallanzani, 70, italiensk naturforskare och fysiolog
- 1817 – Maria Walewska, 30, polsk-fransk grevinna, mätress till den franske kejsaren Napoleon I
- 1828 – DeWitt Clinton, 58, amerikansk politiker
- 1854 – William Paulding, 83, amerikansk advokat och politiker
- 1868 – Léon Foucault, 48, fransk fysiker
- 1871 – Filippo Taglioni, 93, italiensk balettdansör och koreograf
- 1874 – Anders Lindewall, 70, svensk godsägare, politiker och riksdagsledamot
- 1885 – Anselm Baker, omkring 50, brittisk munk och konstnär
- 1929 – Frank P. Flint, 66, amerikansk republikansk politiker, senator för Kalifornien 1905–1911
- 1941 – Victoria Strandin, 64, svensk dansare
- 1948 – Sergej Eisenstein, 50, sovjetrysk filmregissör
- 1958 – Bertil Malmberg, 68, svensk poet och författare, ledamot av Svenska Akademien sedan 1953
- 1963 – Sylvia Plath, 30, amerikansk författare och lyriker
- 1967 – Simon Brehm, 45, svensk orkesterledare och kontrabasist
- 1971 – Harry Arnold, 50, svensk kapellmästare, kompositör och filmmusikarrangör
- 1973 – J. Hans D. Jensen, 65, tysk fysiker, mottagare av Nobelpriset i fysik 1963
- 1974 – Anna Q. Nilsson, 85, svensk-amerikansk skådespelare
- 1976 – Lee J. Cobb, 64, amerikansk skådespelare
- 1978 – Harry Martinson, 73, svensk författare, ledamot av Svenska Akademien sedan 1949, mottagare av Nobelpriset i litteratur 1974
- 1982 – Eleanor Powell, 69, amerikansk skådespelare och dansare
- 1986 – Frank Herbert, 65, amerikansk science fiction-författare
- 1988 – Marion Crawford, 78, brittisk barnflicka, anställd av brittiska kungafamiljen
- 1993 – Robert W. Holley, 71, amerikansk biokemist, mottagare av Nobelpriset i fysiologi eller medicin 1968
- 1994
  - William Conrad, 73, amerikansk skådespelare
  - Paul Feyerabend, 70, österrikisk filosof
  - Sune Mangs, 61, finlandssvensk sångare, revyartist och skådespelare
- 2000 – Roger Vadim, 72, fransk regissör
- 2002
  - Barry Foster, 70, brittisk skådespelare
  - Traudl Junge, 81, tysk sekreterare och journalist, privatsekreterare åt Adolf Hitler 1942–1945
  - Irma Leoni, 99, svensk revyskådespelare och sångare
- 2006 – Harry Schein, 81, svensk debattör och författare, grundare av Svenska Filminstitutet
- 2007 – Marianne Fredriksson, 79, svensk författare
- 2008 – Tom Lantos, 80, ungersk-amerikansk politiker, kongressledamot sedan 1981
- 2009 – Willem Johan Kolff, 98, holländsk-amerikansk läkare, känd som ”de konstgjorda organens fader” och skapare av den första konstgjorda njuren
- 2010
  - Mona Hofland, 80, norsk skådespelare
  - Alexander McQueen, 40, brittisk modeskapare
- 2011 – Bo Carpelan, 84, finlandssvensk författare
- 2012
  - Whitney Houston, 48, amerikansk sångare
  - Siri Bjerke, 53, norsk politiker, Norges miljöminister 2000–2001
- 2013 – Rick Huxley, 72, brittisk musiker, medlem i gruppen The Dave Clark Five
- 2014 – Alice Babs, 90, svensk sångare och skådespelare
- 2015 – Bob Simon, 73, amerikansk journalist (60 Minutes)
- 2018 – Vic Damone, 89, amerikansk sångare och skådespelare
- 2023 – Odd Eriksen, 67, norsk politiker
- 2024 – Kelvin Kiptum, 24, kenyansk friidrottare (maratonlöpare)